# ヴァルトブルク (自動車)

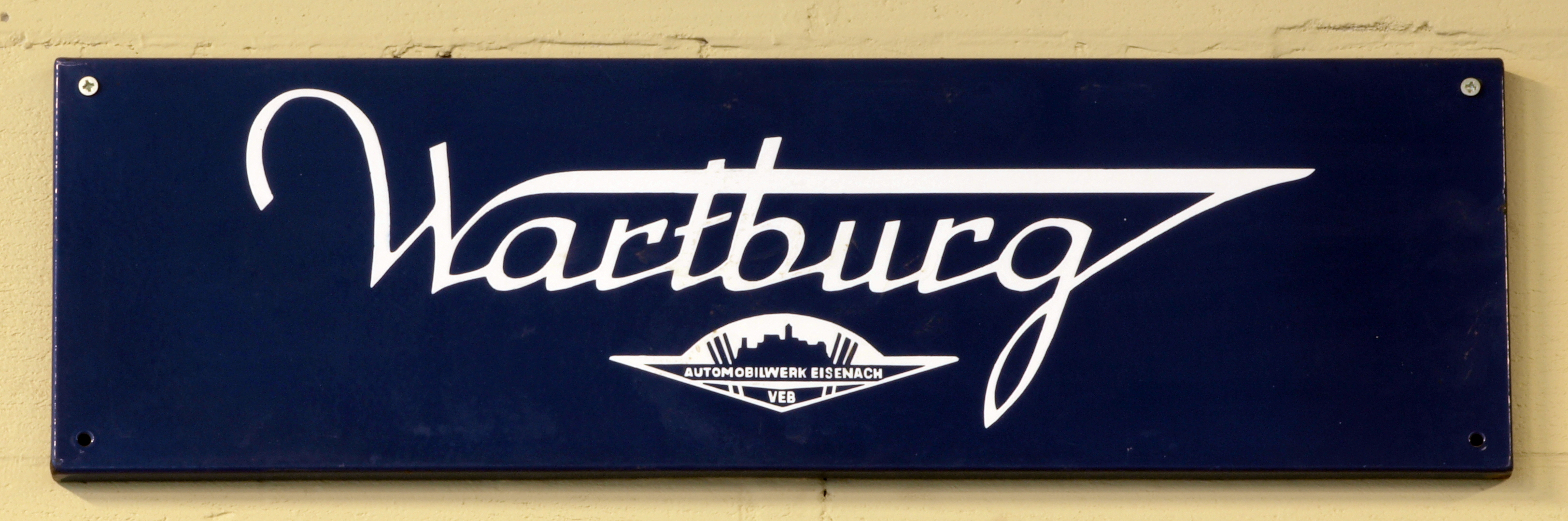
ヴァルトブルクのロゴ

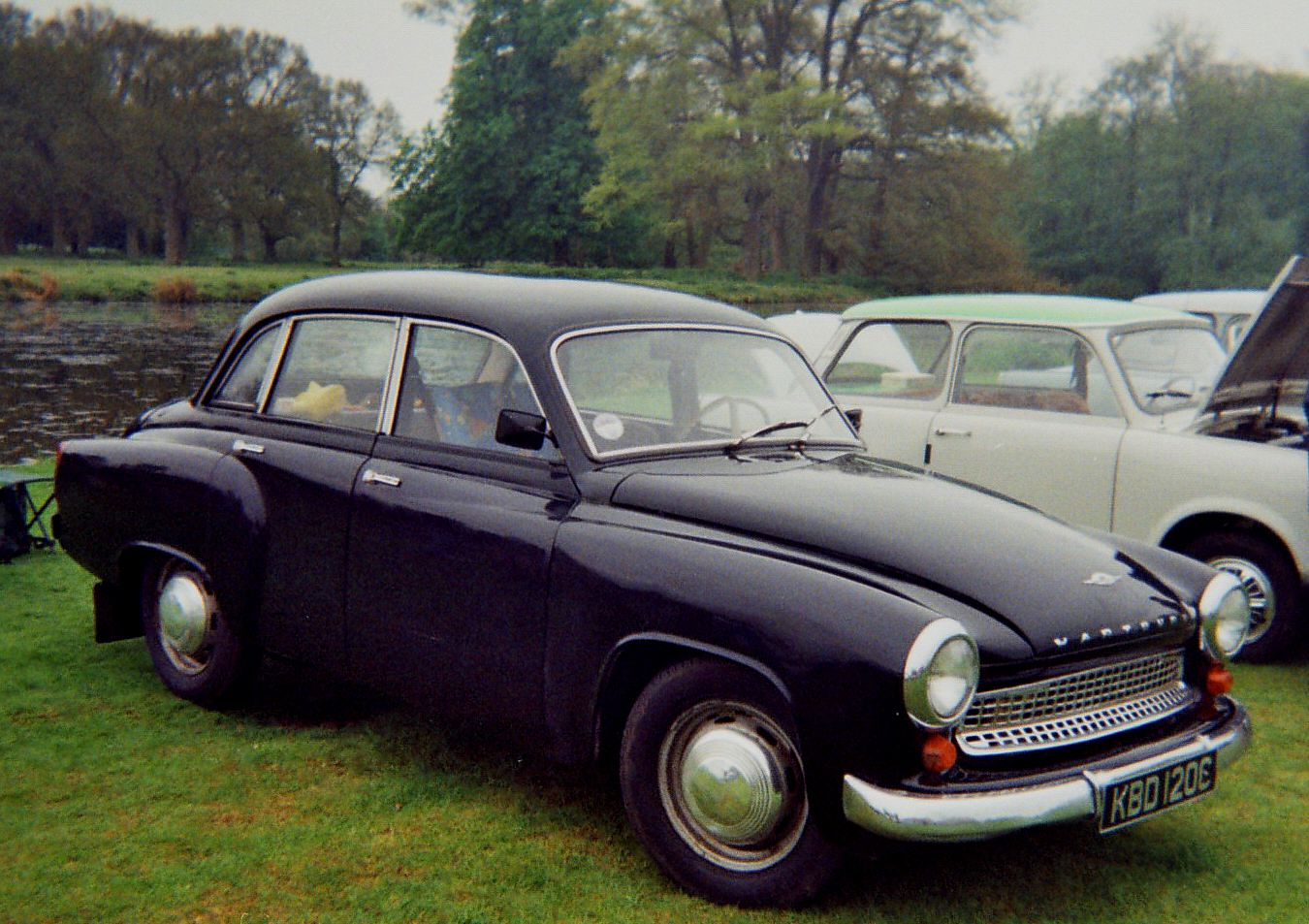
1965年製ヴァルトブルク・311 (991 cc)。初代モデルにあたり、共産圏の自動車としては洗練されたスタイルを備える。

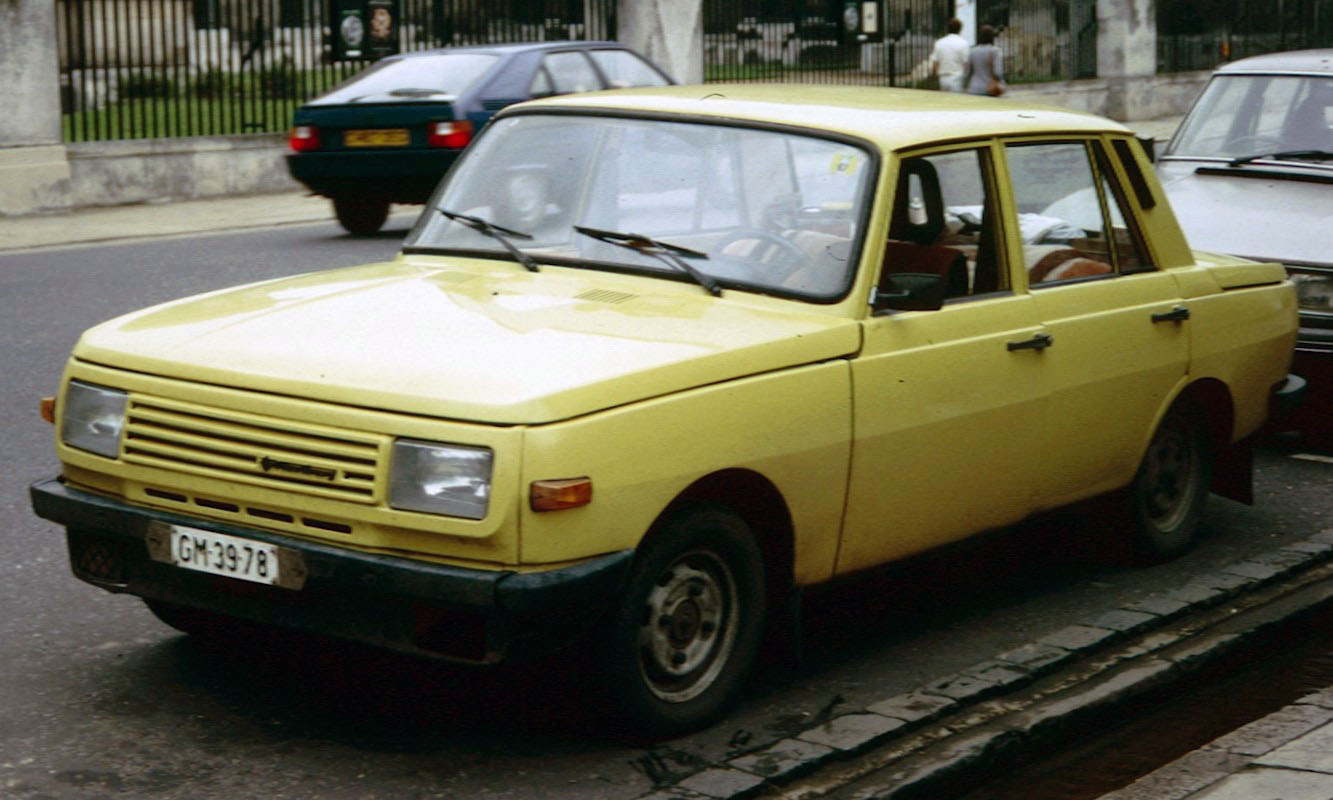
1988年製ヴァルトブルク・353。基本設計は20年以上前の1960年代のままという旧弊な自動車であった。

ヴァルトブルク (Wartburg) は旧ドイツ民主共和国（東ドイツ）に存在した小型乗用車ブランドである。
東ドイツにおけるミドルクラスセダンとして、1956年から長期に渡って生産された。名称は工場所在地であるテューリンゲン州アイゼナハにあるヴァルトブルク城に由来する。
生産終了から30年近く経つが、今なお走行可能な車両が数多く残存しており、趣味者によって、一部はラリーなどのモータースポーツにも用いられている。また、ヨーロッパ各地に所有者のクラブが存在している。

## 概要
戦前のDKW製2ストロークエンジン・前輪駆動車の系譜を引く小型乗用車であり、1950年代中期まで旧アウトウニオン系工場であったザクセンリンクで生産されていたDKW系1,000 cc級モデルを、アイゼナハに所在した国営企業のアイゼナハー・モトーレンヴェルク（旧BMWアイゼナハ工場）に生産移管して全面改良することで開発されたモデルである。ザクセンリンクはこれに代わって、一回り小さなトラバントの生産へと移行することになった。

### 311
1956年に発表された最初のヴァルトブルク「311」は2ストローク3気筒の前輪駆動車というフォーマットこそDKWの伝統を引いていたものの、1950年代の最新トレンドを汲む洗練されたスタイルの小型セダンで、やはりDKW系の技術により戦前デザインを手直しした西ドイツ製アウトウニオン車をしのぐモダンさを備えていた。アイゼナハでの開発に際して戦前のBMWやアウトウニオンの技術的影響がまだ残されていたことを物語っていた。
1950年代以降の共産圏諸国の自動車の多くが同時代の西側諸国の同クラス車に比して性能・デザイン面で劣っていた中で珍しく完成度の高いモデルであり、後にピックアップトラックやステーションワゴン、2座席のロードスターなどの派生車が登場するとともに車体やトランスミッションの更新がなされ、1960年代前半までに西ドイツやアメリカ合衆国など世界各国に輸出された。

### 353
1965年のモデルチェンジで開発された「353」は、311から引き継がれたメカニズム面での進歩の乏しさに比例し、スタイリングは共産圏諸国の大衆車にありがちな地味で面白みのない直線的形態となった。
市場に競合モデルが存在しない無競争状態で積極的改良の必要がなかったため、その生産は若干の改良が加えられただけで20年以上も続き、西ドイツで作られる最先端の自動車との性能水準は年々開いていく結果となった。
また東ドイツに排気ガス浄化などの環境基準が設けられなかったため、下位モデルであるトラバントとともに混合燃料式2ストロークエンジンを使い続け、東ドイツの大気汚染を悪化させる一因にもなった。

### 1.3
1988年に行われた最後のマイナーチェンジで、フォルクスワーゲン製1.3L水冷4ストロークエンジンを搭載したものの、車体もシャーシも旧式すぎてもはや西側の安全基準を満たすレベルになく、また西側の車に太刀打ちできる商品力もなかった。1991年のドイツ再統一後、工場はBMWではなくオペルに買収された。